# 山本樟郎
山本 樟郎（やまもと くすお、1890年〈明治23年〉9月6日 - 1965年〈昭和40年〉2月28日）は、将棋棋士。小菅剣之助名誉名人門。三重県志摩郡御座村（志摩町を経て、現在の志摩市）出身。

## 経歴
1927年（昭和2年）、六段・七段9人による総平手戦「全国将棋六段優勝手合棋譜」（全六段争覇戦、読売新聞）の決勝（8月25日）で溝呂木光治七段に勝利し優勝した。
神田辰之助七段（のちに贈九段）をめぐる「神田事件」で行われた「神田七段対連盟全七段大棋戦」（1934年・昭和9年）、および翌年の「神田七段対全七八段戦」（1935年・昭和10年）で、神田七段と1局ずつ対局を行なっている。勝敗は「全七段戦」（全7局中7局目）では神田の勝利、「全七八段戦」（全14局中4局目）では山本の勝利であった。
この「神田事件」により将棋界は一時分裂状態に陥るが、山本は、関根金次郎名人、木村義雄八段とともに小菅剣之助八段に事態を収拾を依頼した。その後、小菅は将棋大成会の結成へと導くことになった。
山本は、日本将棋連盟の前身である将棋大成会（1936年-1947年）において、結集当初から長く役員（経理担当幹事）を務めた。
1965年〈昭和40年〉2月28日、糖尿病で死去した（享年74）。

## 師匠・弟子
師匠は小菅剣之助名誉名人で、小菅を師匠とする棋士は山本が唯一である。
弟子は、戦中から終戦直後にかけて棋士として活動し、引退後は観戦記者や連盟会長として将棋界に尽力した加藤治郎名誉九段、そして富沢幹雄八段の2名がいる。

## 人物
山本の孫弟子にあたる原田泰夫九段が後年、「棋士の想い出 山本樟郎八段のこと」（近代将棋 1989年10月号）で山本について記している。
原田によると、山本は謹言強直である一方で大言壮語が好きで、古風で礼儀正しく、山本から原田に宛てた葉書・手紙は常に毛筆で字がうまかったという。
山本の恩師である小菅剣之助名誉名人のことになると言葉に力を入れて絶賛し、弟弟子の関根金次郎十三世名人を名人位に立てて小菅自身は経済界で成功した当時の恩師の様子を、懐かしながら眼を潤ませた様子であったと、原田は記している。
また、山本の弟子の加藤治郎は著書「昭和のコマおと」において「スタープレイヤーとして晴れ舞台で活躍することはなかったが（略）裏舞台で昭和棋界を支えた一人」と評し、「若い人からは一言居士としておそれられ」た一方、上位棋士に対して「『横暴なことをしてはいけない』と苦言を呈するため」「煙たがられ、逆に若手から頼りにされる面もあった」との人物像を記している。
郷里・伊勢の墓地に設けられた山本の墓に記す文字は、山本の孫弟子にあたる原田泰夫の書で執筆された。これは、山本の弟子であり原田の師匠である加藤治郎や山本の遺族からの要望であった。
山本の墓は「駒の形」をしているが、山本の墓の近くには巨人・沢村栄治の「野球ボールの形」をした墓がある。

## 昇段履歴
- 1916年00月00日 ： 四段（26歳）[1]
- 1932年00月00日 ： 七段 [1]
- 1946年00月00日 ： 引退 [1]
- 1964年11月03日 ： 八段（贈八段、表彰感謝の日表彰）[1][2][9]
- 1965年02月28日 ： 死去（享年74）[1]

## 外部サイト
- 50音順一覧 棋士データベース - 日本将棋連盟
- 棋士系統図 棋士データベース - 日本将棋連盟

- 『平成21～30年　将棋年鑑棋士名鑑10年分』526頁。 - google books